# Еськов, Алексей Алексеевич
Алексей Алексеевич Еськов (23 июня 1944, Грозный, СССР — 20 марта 2002, Ростов-на-Дону, Россия) — советский футболист, нападающий, полузащитник и тренер. Мастер спорта (1964), заслуженный тренер РСФСР (1984).

## Биография
Воспитанник юношеской команды «Динамо» Грозный, в местном «Тереке» играл в 1962—63 годах. В 1964 году перешёл в ростовский СКА, в котором провёл большую часть карьеры — до 1973 года, с 1970 года был капитаном команды. Член КПСС с 1972 года.
После прихода в 1973 году в СКА Йожефа Бецы ушёл из клуба и был приглашён Виктором Масловым в «Торпедо» Москва, в котором на следующий год закончил карьеру. В чемпионатах СССР провёл 312 матчей, забил 54 гола.
За сборную СССР в 1967—1972 годах провёл 7 матчей.
Работал тренером Управления футбола Спорткомитета РСФСР в 1980 году, главным тренером «Терека» в 1981, тренером (в 1982 — июне 1985) и главным тренером (1985, с июля) ростовского СКА, начальником СКА в 1985, старшим тренером команды СГВ в 1986—1990, главным тренером сборной ветеранов России с 1991 года. Был председателем судейского комитета РФС в 1992, членом Исполкома РФС в 1992-97, по январь.
Скончался 20 марта 2002 года в Ростове-на-Дону. Похоронен на 29-м участке Даниловского кладбища в Москве..

## Достижения
- Серебряный призёр чемпионата СССР (1966).
- Финалист Кубка СССР (2): (1969, 1971).
- В списках 33 лучших футболистов СССР (2): — № 3 (1967, 1969).